# دژا وو (ترانه پرینس رویس و شکیرا)
دژاوو (انگلیسی: Deja Vu) نام ترانه ای از خواننده آمریکایی پرینس رویس می باشد که به همراهی شکیرا در ۲۴ فوریه ۲۰۱۷ منتشر شد.